# 陈分新
陈分新（1962年—），陕西旬阳人，汉族，中华人民共和国政治人物、第十二届全国人民代表大会陕西地区代表。
毕业于陕西省安康市委党校经济管理专业。加入中国共产党。担任陕西省旬阳县棕溪镇王院村党支部书记。2008年起担任全国人大代表。2013年，担任全国人大代表。